# Куш-Таппе (Марказі)
Куш-Таппе (перс. قوش تپه) — село в Ірані, у дегестані Нагр-е Міян, у бахші Заліян, шагрестані Шазанд остану Марказі. За даними перепису 2006 року, його населення становило 454 особи, що проживали у складі 114 сімей.

## Клімат
Середня річна температура становить 9,68 °C, середня максимальна – 28,63 °C, а середня мінімальна – -12,15 °C. Середня річна кількість опадів – 291 мм.
| Клімат поселення                              | Клімат поселення | Клімат поселення | Клімат поселення | Клімат поселення | Клімат поселення | Клімат поселення | Клімат поселення | Клімат поселення | Клімат поселення | Клімат поселення | Клімат поселення | Клімат поселення | Клімат поселення |
| Показник                                      | Січ.             | Лют.             | Бер.             | Квіт.            | Трав.            | Черв.            | Лип.             | Серп.            | Вер.             | Жовт.            | Лист.            | Груд.            |                  |
| Середній максимум, °C                         | 4,32             | 6,06             | 9,96             | 16,54            | 21,73            | 26,66            | 28,42            | 28,63            | 23,71            | 17,44            | 10,85            | 5,58             |                  |
| Середня температура, °C                       | −3,93            | −2,18            | 1,72             | 8,31             | 13,50            | 18,42            | 22,70            | 22,90            | 17,98            | 11,70            | 5,12             | −0,15            |                  |
| Середній мінімум, °C                          | −12,15           | −10,4            | −6,5             | 0,08             | 5,27             | 10,19            | 16,96            | 17,16            | 12,26            | 5,97             | −0,61            | −5,88            |                  |
| Норма опадів, мм                              | 42               | 38               | 54               | 42               | 37               | 7                | 1                | 1                | 1                | 7                | 25               | 36               |                  |
| Середньомісячна швидкість вітру, м/с          | 1.72             | 2.22             | 2.46             | 2.55             | 2.48             | 2.11             | 2.00             | 2.00             | 2.02             | 1.85             | 1.61             | 1.66             |                  |
| Середньомісячна сонячна радіація, кДж/м²·день | 9203             | 12275            | 14855            | 18133            | 22178            | 27069            | 26010            | 24186            | 21328            | 15747            | 10976            | 8895             |                  |
| --------------------------------------------- | ---------------- | ---------------- | ---------------- | ---------------- | ---------------- | ---------------- | ---------------- | ---------------- | ---------------- | ---------------- | ---------------- | ---------------- | ---------------- |
| Джерело:                                      |                  |                  |                  |                  |                  |                  |                  |                  |                  |                  |                  |                  |                  |